# Raymond Pointu
Pour les articles homonymes, voir Pointu.
Raymond Pointu est un journaliste sportif qui couvre l'athlétisme à partir de 1964 à Miroir Sprint puis à Miroir de l'athlétisme, où il est aussi rédacteur en chef. Il travaille ensuite de 1970 à 1977 au Monde, et termine sa carrière à l'Agence France Presse. Il obtient en 1976 le Prix du meilleur article sportif (Prix Martini). Il prend sa retraite en 2005. Le 16 février 2013, le GIFA (Groupement des Internationaux Français d'Athlétisme) lui remet le prix Robert-Parienté, pour l'ensemble de son travail en athlétisme.
Il fait partie de la promotion 2013 des Gloires du sport.

## Ouvrages
- Juan Antonio Samaranch, 1894-1994, l'héritage trahi (avec Jaume Boix et Arcadio Espada), éd. Romillat, 1994  (ISBN 978-2878940114)
- Un siècle de Jeux Olympiques 1896- 1996? les exploits et les hommes, France Loisirs  (ISBN 2-7242-9550-1)
- 100 champions pour un siècle de sport (avec Benoît Heimermann), L’Equipe/Calmann-Lévy, 2000  (ISBN 978-2951203129)
- Les Marathons olympiques (Athènes 1896 - Athènes 2004), Paris, Calmann-Lévy, 2004  (ISBN 978-2702133804)